# Iván Shlemin
Iván Timoféyevich Shlemin (en ruso: Иван Тимофеевич Шлёмин; Trunovo, Imperio ruso, 9 de marzojul./ 21 de marzo de 1898greg. – Moscú, Unión Soviética, 16 de mayo de 1962) fue un oficial militar soviético que combatió durante la Primera Guerra Mundial, la guerra civil rusa y la Segunda Guerra Mundial.

## Biografía

### Infancia y juventud
Iván Shlemin nació el 21 de marzo de 1898 en el seno de una familia de campesinos de origen ruso, en la pequeña localidad rural de Trunovo en el uyezd de Tverskoy de la gobernación de Tver en esa época parte del imperio ruso, recibió una educación secundaria. Fue llamado al servicio militar en el Ejército Imperial ruso en febrero de 1917. Se graduó del equipo de entrenamiento del 25.º Regimiento de Fusileros de Reserva en la ciudad de Bajmut y fue desmovilizado del ejército en noviembre de 1917 con el grado de suboficial.

### Guerra civil rusa
Fue nuevamente movilizado en septiembre de 1918, en esta ocasión en las filas del Ejército Rojo como comandante de pelotón del 8.º Regimiento de Fusileros de Hierro en Tver. En noviembre de ese mismo año, fue enviado a estudiar en los primeros cursos de comando de infantería soviética en Petrogrado. Como cadete, participó en batallas contra la Guardia Blanca en Estonia y cerca de Petrogrado, donde resultó gravemente herido. Después de graduarse en noviembre de 1920 de los cursos de tiro y entrenamiento táctico avanzado para comandantes, conocidos como curso Vystrel, del Ejército Rojo, fue nombrado como instructor en la brigada de artillería de reserva. A partir de abril de 1921, comandó sucesivamente un pelotón y una compañía en el 74.º curso de mando de Fusileros en Pskov. Después de graduarse en agosto de 1925 de la Academia Militar Frunze fue nombrado jefe de Estado Mayor del 38.º Regimiento de Fusileros y desde octubre de 1926, jefe de la unidad operativa de la 13.ª División de Fusileros de Daguestán del Distrito Militar del Cáucaso del Norte. En abril de 1930, fue ascendido a jefe de Estado Mayor de la 74.ª División de Fusileros Tamán del mismo distrito.
En mayo de 1932 se graduó en el Departamento de Operaciones de la Academia Militar Frunze. Entre mayo de 1932 y diciembre de 1936, trabajó en el Cuartel General del Ejército Rojo de Obrero y Campesino, que en 1935 pasó a llamarse Estado Mayor, donde ocupó diversos puestos. En diciembre de 1936, fue transferido como comandante al 201.º Regimiento de Infantería de la 67.ª División de Fusileros del Distrito Militar de Leningrado. En octubre de 1937, fue nombrado jefe de la Academia Militar del Estado Mayor General del Ejército Rojo y, al mismo tiempo, fue editor en jefe de la revista Pensamiento Militar. En junio de 1940, fue ascendido al rango de mayor general y en julio fue nombrado jefe de Estado Mayor del 11.º Ejército del Distrito Militar Especial del Báltico.

### Segunda Guerra Mundial
Al inicio de la invasión alemana de la Unión Soviética el 11.º Ejército, como parte del Frente Noroccidental, participó en intensas y sangrientas batallas en el territorio de Lituania. En el curso de una serie de duras batallas defensivas en los accesos distantes a Leningrado, las tropas bajo su mando lanzaron una serie de contraataques contra el enemigo cerca de Soltsí y Stáraya Rusa y hasta finales de 1941 defendieron la línea al este de esta última ciudad. En enero-febrero de 1942, el ejército participó en la ofensiva de Demyansk. En mayo de 1942, fue nombrado jefe de Estado Mayor del Frente Noroccidental y, desde diciembre del mismo año, jefe de Estado Mayor del 1.er Ejército de la Guardia, con este último ejército participó en la batalla de Stalingrado y en la subsiguiente operación Pequeño Saturno. Desde enero de 1943, estuvo al mando del 5.º Ejército de Tanques, cuyas tropas libraron fuertes batallas ofensivas en dirección al Dombás. En marzo del mismo año, fue ascendido a teniente general, y en abril, después de la disolución del 5.º Ejército de Tanques, fue nombrado comandante del 12.º Ejército como parte del Frente Sudoeste.
Desde septiembre de 1943 comandó el 6.º Ejército y desde mayo de 1944 hasta el final de la guerra, el 46.º Ejército. Las tropas bajo su mando lucharon contra las tropas alemanas integrados en los frentes Sudoeste, Tercer y Segundo ucranianos, participaron activamente en las operaciones ofensivas de Dombás, Nikopól-Krivói Rog, Bereznegovato-Snigirevskaya, Odesa, Jassy-Kishinev, Debrecen y Budapest. En enero de 1945, Shlemin resultó gravemente herido.
El 1 de julio de 1945 «Por el hábil mando y control de las tropas y el heroísmo y coraje mostrados al mismo tiempo», por decreto del Presídium del Sóviét Supremo de la Unión Soviética, el teniente general Iván Shlemin fue galardonado con el título honorífico de Héroe de la Unión Soviética con la Orden de Lenin y la Estrella de Oro N.º 4995.

### Posguerra

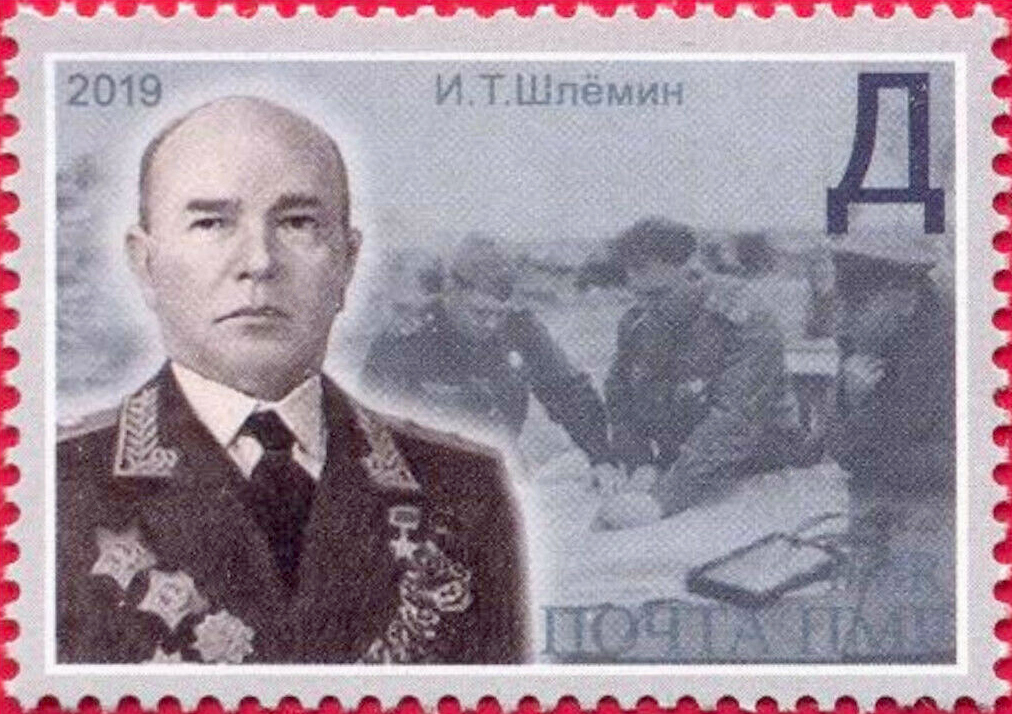
Sello de correos de Transnistria (2019) de la serie héroes soviéticos de la liberación de Transnistria

Después del final de la guerra en junio de 1945 fue nombrado jefe de Estado Mayor del Grupo de Fuerzas del Sur (situado en Rumania y Bulgaria). En abril de 1948 fue Subjefe del Estado Mayor General de las Fuerzas Terrestres, Jefe de Operaciones. Puesto en el que permaneció hasta junio de 1949 en que fue nombrado Jefe de Estado Mayor del Grupo de Fuerzas del Centro (en Austria). Entre 1954 y 1962 asumió el puesto de Instructor en la Academia Militar del Estado Mayor; Kliment Voroshílov (en 1958 se le cambió el nombre a Academia Militar del Estado Mayor de las Fuerzas Armadas de la URSS). En marzo de 1962 fue trasladado a la reserva por enfermedad.
Iván Shlemin murió el 16 de mayo de 1962 en Moscú y fue enterrado en el cementerio Novodévichi de la capital moscovita.

## Rangos militares
- Coronel (29 de noviembre de 1935)
- Kombrig (2 de noviembre de 1937)
- Komdiv (2 de abril de 1940)
- Mayor general (4 de julio de 1940)
- Teniente general (19 de marzo de 1943).[3]

## Condecoraciones
A lo largo de su vida Iván Shlemin fue galardonado con las siguientes condecoraciones
- Héroe de la Unión Soviética (N.º 4995; 1 de julio de 1945).
- Orden de Lenin, tres veces (13 de agosto de 1944, 19 de septiembre de 1944 y 13 de abril de 1945)
- Orden de la Bandera Roja, cuatro veces (1920, 3 de mayo de 1942, 3 de junio de 1944 y 20 de junio de 1949)
- Orden de Suvórov de 1.er grado, dos veces (14 de febrero de 1943 y 28 de abril de 1945)
- Orden de Kutúzov de 1.er grado (25 de octubre de 1943)
- Orden de Bohdán Jmelnitski de 1.er grado (19 de marzo de 1944)
- Medalla por la Victoria sobre Alemania en la Gran Guerra Patria 1941-1945
- Medalla del 20.º Aniversario del Ejército Rojo de Obreros y Campesinos
- Medalla por la Conquista de Budapest
- Medalla por la Liberación de Belgrado
- Medalla del 30.º Aniversario de las Fuerzas Armadas de la URSS
- Medalla del 40.º Aniversario de las Fuerzas Armadas de la URSS
- Medalla del 50.º Aniversario de las Fuerzas Armadas de la URSS